# Fenda de ressonância gravitacional
Fenda de ressonância gravitacional é uma pequena região ou janela do espaço, próxima a Terra, que caso seja atravessada por um asteróide provocará uma alteração na sua trajetória devido à gravidade terrestre de forma que a nova rota torne possível que tal asteróide colida com a Terra na sua próxima aproximação orbital.